# Schwefelquellen Bad Schinznach

Historische Aufnahme vom Quellschacht (Foto: Leo Wehrli, 1946)

Die im 17. Jahrhundert entdeckten Schwefelquellen in Bad Schinznach sind warme, schwefelwasserstoffhaltige Quellen und zählen zu den stärksten Schwefelthermen der Schweiz. Die alte Therme lieferte 30 bis 34 °C warmes Quellwasser, das an die Oberfläche quoll. 1980 wurde die Quelle S 2 erbohrt und während knapp 20 Jahren genutzt. Seit 1996 wird das Thermalwasser in der Quelle S 3 in rund 400 m Tiefe mit konstant 44 °C gefasst. Es wird hauptsächlich zur Heilung und Erholung der Gäste von der Therme Bad Schinznach eingesetzt und gehört zu den Heilwässern des Kantons Aargau, die aufgrund der Kantonsverfassung Schutzstatus besitzen.

## Herkunft des Wassers
Die Thermalquelle von Bad Schinznach liegt im Grenzbereich des Faltenjuras und der nördlich angrenzenden Vorfaltenzone des östlichen Tafeljuras. Die mesozoischen Schichten des Juragebirges wurden im späten Miozän und frühen Pliozän (vor ca. 11 bis 4 Mio. Jahren) im Zusammenhang mit der Alpenbildung verfaltet, verschuppt und nach Norden überschoben. Damals entstand die Hauptüberschiebung des Faltenjuras auf den Tafeljura. Diese verläuft im Quellgebiet vom Linnerberg bis nach Hausen. Entlang dieses tektonischen Kontakts sind die südlichen Schichten steil nach Norden geschoben worden. Die Gesteine sind deshalb in diesem Bereich stark geklüftet und damit sehr wasserdurchlässig. Am Ort der Therme Bad Schinznach durchstösst das Aaretal den Faltenjura und schneidet den thermalwasserführende Muschelkalkeinheiten. Am hydraulisch tiefsten Potential im Aaretal stösst das Thermalwasser als artesische Quelle natürlich auf.
In Hinblick auf die Temperatur, die Mineralisation und der Tritiumwerte handelt es sich bei dem geförderten Thermalwasser um ein „Mischwasser“. Es setzt sich aus mindestens zwei kälteren oberflächennahen Kluft- und Karstwasserkörpern und mindestens zwei wärmeren aus der Tiefe empordringenden Wasserführungen zusammen. Das Thermalwasser weist deshalb im Vergleich zum Trinkwasser eine sehr hohe Mineralisation auf.
| Stoff                    | Natrium  | Calcium    | Kalium  | Magnesium | Strontium | Fluorid  | Chlorid    | Sulfat     | Metakieselsäure | Summe der gelösten festen Bestandteile | Schwefelwasserstoff |
| ------------------------ | -------- | ---------- | ------- | --------- | --------- | -------- | ---------- | ---------- | --------------- | -------------------------------------- | ------------------- |
| Bad Schinznach mg/l      | 370 mg/l | 398 mg/l   | 16 mg/l | 83 mg/l   | 4,5 mg/l  | 2,3 mg/l | 525 mg/l   | 1050 mg/l  | 27 mg/l         | 2880 mg/l                              | 81 mg/l             |
| Trinkwasser Schweiz mg/l | 10 mg/l  | 2–120 mg/l | 3 mg/l  | 2–30 mg/l | 1 mg/l    | 0,1 mg/l | 10–50 mg/l | 10–50 mg/l | 5–10 mg/l       | 50–500 mg/l                            | 0 mg/l              |

## Geschichte
Im Jahre 1654 wurde das erste Mal über eine neue Quelle berichtet und ein erstes Badehaus errichtet. Die Badeanstalt wurde mehrmals durch Hochwasser der damals noch unbegradigten Aare zerstört und wieder aufgebaut. Einmal war sie sogar ganz verschwunden, wurde später aber wiederentdeckt. 1882 wurde unter der Leitung des Geologen Albert Heim eine neue Quellfassung erstellt. Er liess den Schacht einige Meter in den Fels hinein vertiefen, um die Wasserinfiltration aus dem Schotterkörper der Aare zu unterbinden.
Ab 1912 verschlechterten sich Ertrag, Temperatur und chemische Zusammensetzung. Für eine Neufassung fehlte einerseits das Geld, anderseits war die Zukunft des Bades angesichts des Kraftwerkbaus und später des Autobahnbaus ungewiss. Schliesslich befürchtete man, durch unsachgemässe Bauarbeiten die Quelle ganz zu verlieren. Wie empfindlich die Qualität der Quelle auf Umweltveränderungen reagiert, zeigte sich beim Bau des Kraftwerks Wildegg-Villnachern. Infolge des  Aufstaus der Aare veränderte sich die Wasserzusammensetzung der Quelle. Durch den Bau des mittleren Hilfswehres konnte der Grundwasserpegel und damit die Wasserzusammensetzung konstant gehalten werden.
1978 wurde im Zusammenhang mit dem Bau der neuen Therme eine neue Bohrung in Auftrag gegeben. Die alte Quelle lieferte da noch rund 200 Liter Thermalwasser pro Minute mit einer Temperatur von 29°. In rund 80 m Tiefe stiess man auf dasselbe Thermalwasser, das mit 39° und einer Ergiebigkeit von 500 Litern pro Minute gefasst werden konnte. In den Jahren danach kühlte die Quellfassung langsam aus, so dass 1996 erneut gebohrt werden musste. Diese Fassung wird „S3“ genannt und liefert heute das meiste Thermalwasser.
Gegenwärtig (2023) wird das Wasser aus den Becken zurückgepumpt und in einer Aufbereitungsstation gefiltert. Zuerst durch einen groben Filter, dann durch Sand und dann wird das Wasser mit Ozon desinfiziert (früher war das noch erlaubt, heute wird hauptsächlich mit Chlor und Säure desinfiziert), bevor das Wasser wieder in die Becken zurückgepumpt wird. Wenn das Wasser aus dem Boden gepumpt wird, wird diesem Wärme entzogen, um aus dieser Strom herzustellen. Erst kurz bevor das Wasser in die Bassins gepumpt wird, wird es wieder auf 35° aufgeheizt. Der Geruch ist zwar nicht angenehm, aber nicht gesundheitsgefährdend: Im Gegenteil – viele Menschen machen in diesem Wasser Kuren, die sie heilen sollen.